# Beat Dörig
Beat Dörig (Appenzell, 10 september 1906 - Appenzell, 29 oktober 1960) was een Zwitsers politicus.
Beat Dörig volgde onderwijs aan de middelbare school van Appenzell. Hierna volgde hij een opleiding tot banketbakker (Konditor). In 1940 nam hij de banketbakkerij van zijn vader over, die hij in 1948 volledig liet moderniseren.
Beat Dörig was lid van Conservatief Christelijk-Sociale Volkspartij (voorloper van de huidige Christendemocratische Volkspartij). Hij was 1947 tot 1948 raadsheer, van 1948 tot 1952 was hij hoofdman (dat wil zeggen bestuurder) van het district Appenzell. In 1952 werd hij lid van de Landeskommission (regering) van het kanton Appenzell Innerrhoden. Van 1952 tot 1954 was hij Armleutsäckelmeister (directeur sociale zaken) en van 1954 tot 1957 was hij Landessäckelmeister (directeur financiën).
Beat Dörig was tussen 1957 en 1960 afwisselend Pannerherr (dat wil zeggen plaatsvervangend regeringsleider) en Regierend Landammann (dat wil zeggen regeringsleider) van het kanton Appenzell Innerrhoden. Hij stierf in het ambt.
Als politicus zette Beat Dörig zich in voor een modernisering van het kantonsonderwijs.
De sociaal voelende Dörig, die actief was binnen divserse organisaties en de vakbeweging, overleed op 54-jarige leeftijd, op 29 oktober 1960 in Appenzell.

## Landammann
- 28 april 1957 - 26 april 1959 — Pannerherr
- 26 april 1959 - 29 oktober 1960 — Landammann